# Kognitivna psihologija
Spoznavna ali kognitivna psihologija ima v sodobnosti bolj status splošno uporabnega konceptualnega modela, ki tradicionalno izhaja iz uspehov pri pojasnjevanju spoznavnih procesov, kot so predvsem percepcija, pogojno učenje, reševanje problemov, spomin, pozornost, usvajanje jezika, razumevanje zapisanih jezikovnih sporočil (zanimivo je, da možgani prepoznajo besedo, čeprav ima pomešane črke, če sta le začetna in zadnja črka na svojem mestu). Na podoben način se zato pristopa tudi k pojasnjevanju čustev ter ostalih procesov, vključno z medosebnimi procesi v socialni psihologiji (glej Tabelo rekurzivnih procesov). Kognitivna psihologija se opira na splošno teorijo procesiranja informacij, pozitivizem in klasično tradicijo eksperimentalne psihologije. Tehnike in pristopi kognitivne psihologije so se postopoma razširile na večji del področij sodobne psihologije.